# Schaffhouse-près-Seltz
Schaffhouse-près-Seltz – miejscowość i gmina we Francji, w regionie Grand Est, w departamencie Dolny Ren.
Według danych na rok 1990 gminę zamieszkiwało 359 osób, a gęstość zaludnienia wynosiła 80 osób/km² (wśród 903 gmin Alzacji Schaffhouse-près-Seltz plasuje się na 553. miejscu pod względem liczby ludności, natomiast pod względem powierzchni na miejscu 521.).